# Забор'є (Котельницький район)
Забо́р'є (рос. Заборье) — присілок у складі Котельницького району Кіровської області, Росія. Входить до складу Юр'євського сільського поселення.
Населення становить 5 осіб (2010, 2 у 2002).
Національний склад станом на 2002 рік — українці 50 %, росіяни 50 %.